# 善村一仁
善村 一仁（よしむら かずひと、1972年1月1日 - ）は、大阪府大阪市出身の元プロ野球選手（内野手）。

## 来歴・人物
天理高等学校時代は後にチームメイトとなる藤立次郎と同級生。愛知工業大学へ進学、1年生の春から活躍して新人賞を受賞した。愛知大学リーグ戦通算102試合出場、377打数115安打、打率.305、2本塁打、62打点。ベストナイン2回受賞。
1993年度ドラフト会議当日は、ドラフト指名はないものと思っており工場でアルバイトをしていたが、近鉄バファローズから5位指名を受けて入団。
内野はどこでも守り、二軍では毎年活躍していたが、近鉄ではなかなか一軍出場に恵まれなかった。
佐々木恭介監督就任時の秋季キャンプでは「守備は幼稚園レベルだが、バッティングは中村紀洋のライバルになりうる」と評価された事が中日スポーツに掲載された。また、週刊ベースボールの選手名鑑号で「素人同然の守備は格段に向上」と記載された事もあり、守備力に難があった事が窺える。
1999年シーズンオフ、古池拓一、東瀬耕太郎、門倉健との3対3の交換トレードで小池秀郎、佐野重樹とともに中日ドラゴンズへ移籍。大学時代の1年先輩の神野純一と再びチームメイトとなる。
2000年シーズンは二軍で3割を打つが、一軍での出場機会はなかった。
2001年シーズンは、プロ入り8年目でようやく一軍初安打、初打点を記録する。
2004年シーズンオフに戦力外通告を受け、現役を引退。同時に同チームのスコアラーへ転向。
2008年から2011年まで広島東洋カープ担当のスコアラーを務めた。主にキャンプ中に、メディアに対して選手の多くを絶賛した上で警戒するコメントを残していた。
2009年、PHP研究所から出たドアラ著『ドアラのひみつ』、つば九郎著『つば九郎のおなか』の帯を担当し、ドアラには『太鼓判』、つば九郎には『警戒』のコメントを寄せた。
2012年からスコアラーを退任しチームスタッフに転向。選手の練習のサポートを担当している。3月8日にコーチ補佐契約を結んだ。背番号は98。
2013年10月22日、翌2014年シーズンから中日の二軍野手コーチを務める事が球団から発表された。11月1日には背番号が74へ変更されることが発表された。
2015年は担当スコアラー制の復活に伴い、広島担当スコアラーへ再転身。
2016年からはヤクルト担当となる。

## 詳細情報

### 年度別打撃成績
| 年 度     | 球 団     | 試 合 | 打 席 | 打 数 | 得 点 | 安 打 | 二 塁 打 | 三 塁 打 | 本 塁 打 | 塁 打 | 打 点 | 盗 塁 | 盗 塁 死 | 犠 打 | 犠 飛 | 四 球 | 敬 遠 | 死 球 | 三 振 | 併 殺 打 | 打 率 | 出 塁 率 | 長 打 率 | O P S |
| --------- | --------- | ----- | ----- | ----- | ----- | ----- | -------- | -------- | -------- | ----- | ----- | ----- | -------- | ----- | ----- | ----- | ----- | ----- | ----- | -------- | ----- | -------- | -------- | ----- |
| 1996      | 近鉄      | 5     | 4     | 3     | 0     | 0     | 0        | 0        | 0        | 0     | 0     | 0     | 0        | 0     | 0     | 1     | 0     | 0     | 2     | 0        | .000  | .250     | .000     | .250  |
| 2001      | 中日      | 16    | 14    | 12    | 3     | 3     | 1        | 1        | 0        | 6     | 2     | 0     | 0        | 1     | 0     | 1     | 0     | 0     | 5     | 1        | .250  | .308     | .500     | .808  |
| 2003      | 中日      | 4     | 6     | 5     | 0     | 2     | 1        | 0        | 0        | 3     | 1     | 0     | 0        | 0     | 0     | 1     | 0     | 0     | 2     | 0        | .400  | .500     | .600     | 1.100 |
| 2004      | 中日      | 15    | 21    | 20    | 0     | 5     | 2        | 0        | 0        | 7     | 0     | 0     | 0        | 1     | 0     | 0     | 0     | 0     | 5     | 0        | .250  | .250     | .350     | .600  |
| 通算：4年 | 通算：4年 | 40    | 45    | 40    | 3     | 10    | 4        | 1        | 0        | 16    | 3     | 0     | 0        | 2     | 0     | 3     | 0     | 0     | 14    | 1        | .250  | .302     | .400     | .702  |

### 記録
- 初出場：1996年9月26日、対福岡ダイエーホークス25回戦（藤井寺球場）、8回表に二塁手として出場
- 初先発出場：1996年10月6日、対千葉ロッテマリーンズ26回戦（藤井寺球場）、9番・三塁手として先発出場
- 初安打・初打点：2001年7月7日、対ヤクルトスワローズ14回戦（明治神宮野球場）、8回表に落合英二の代打で出場、ジョナサン・ハーストから右翼線2点適時三塁打

### 背番号
- 49 （1994年 - 1999年）
- 50 （2000年 - 2004年）
- 98 （2012年 - 2013年）
- 74 （2014年）